# Бизнес-информатика
Бизнес-информатика  — междисциплинарное направление практической и теоретической деятельности, исследований и обучения, затрагивающее вопросы управления, информационных технологий и информационных систем.

## Основные определяющие развитие экономической информатики документы
Многие концепции экономической информатики сейчас закрепляются в виде аксиом в различного вида меморандумах и совместных трудах зарубежных ученых. Одним из основополагающих документов в области исследований экономической информатики сейчас считается Меморандум экономической информатики с фокусом на создание артефактов (Memorandum zur gestaltungsorientierten Wirtschaftsinformatik). Его авторы — ведущие профессора Германии, Швейцарии и Австрии, в значительной степени благодаря которым экономическая информатика принимает свою современную форму. Меморандум ставит своей целью формирование правил и руководящих целей для написания исследований, а также формирование различных критериев (работы рецензентов, отбора молодых исследователей, квалификации исследователей и исследовательских организаций). Он содержит определенный свод объектов исследований, методов и инструментов в области экономической информатики, а также различные рекомендации (закрепленные в форме концепций, терминологий, языков, моделей, конкретных решений в виде прототипов или продуктивных систем, стартапов и пр).
В части обучения зарубежными учеными также предприняты значительные усилия по созданию рекомендаций, благодаря которым возможна определенная унификация всего широкого спектра образовательных программ. В 2009 году был издан Гид по обучению бизнес-информатике (Studienführer Wirtschaftsinformatik), который содержит несколько основных разделов:
1. Понятие современной бизнес-информатики.
2. Содержание профессии, области профессиональной деятельности, обзор рынка труда.
3. Обучение бизнес-информатике (целевые знания и навыки выпускников, распределение направлений учебных курсов в ВУЗах, особенности различных ступеней академических программ).
4. Перечень и подробное описание всех образовательных программ по бизнес-информатике в университетах Германии, Австрии, Швейцарии.
5. Обзор научной литературы, периодических изданий и других источников знаний по бизнес-информатике.
6. Портрет практика бизнес-информатики (истории руководителей различных компаний и профессоров, так или иначе изучавших, преподававших и применявших бизнес-информатику в своей профессиональной деятельности).
7. Финансирование обучения бизнес-информатике (описание основных программ стажировок, стипендий и грантов).
8. Практическая информация для абитуриентов и студентов.

## Методологические и прикладные аспекты бизнес-информатики
Бизнес-информатику как практическое направление деятельности отличает работа не только в области информационных технологий, но и в области математических, экономических и управленческих задач. Ценность специалистов по бизнес-информатике в знании таких междисциплинарных аспектов, как:
- Системный анализ (системная диагностика организации, совершенствование систем управления)
- Бизнес-анализ (управление поддержкой принятия решений, управление эффективностью бизнеса, прогностическая аналитика)
- Оптимизация и моделирование бизнес-процессов (описание процессов для последующего внедрения ИС, выделение приносящих наибольшую ценность процессов, реинжиниринг бизнес-процессов)
- Архитектура предприятия (управление интеграционными проектами, построение моделей деятельности предприятия на уровне данных, приложений, инфраструктуры)
- Управление ИТ-инфраструктурой (планирование аппаратных ресурсов ИС под бизнес-процессы, поддержка непрерывности предоставления ИТ-сервисов)
- Сервисное управление (управление поддержкой и предоставлением услуг бизнесу с использованием ИТ, расчет их эффективности и стоимости, сервисный инжиниринг)
- Управление проектами (управление портфелями проектов и отдельными проектами — их содержанием, стоимостью, сроками, качеством и другими аспектами)
- Управление жизненным циклом информационной системы (от проектирования и разработки до прекращения эксплуатации и утилизации)
- Корпоративное управление ИТ (гармонизация бизнеса и ИТ, аудит информационных технологий и систем, ИТ-стратегия, оценка зрелости ИТ-процессов и управления, ИТ-консалтинг)
- Управление ценностью ИТ (управление ИТ-инвестициями и экономической эффективностью ИТ-проектов, формирование технико-экономических обоснований)

В немецкоязычных странах, которые и являются родоначальниками направления Бизнес-информатики, среди наиболее популярных направлений профессиональной деятельности в этой области — бизнес-анализ и консалтинг (управленческий, ИТ, операционный). Не менее важна сфера планирования, проектирования, внедрения, сопровождения, модернизации информационных и коммуникационных систем, которые поддерживают бизнес-процессы и стратегическое принятие решений в коммерческих организациях и других учреждениях.
Среди потенциальных областей профессиональной деятельности в сфере бизнес-информатики:
- Разработка и поддержка автоматизированных систем (например, CRM) в компаниях, обеспечение их интеграции с другими системами/базами данных/интеграционными шинами.
- Работа в системных интеграторах — дистрибуторах ERP и других ИС крупных производителей и доработка этих систем (разработка отраслевых решений).
- Работа в отделах продаж крупных вендоров программного и аппаратного обеспечения.
- Работа в производственной компании в департаменте автоматизированного планирования и контроля/ИТ-департаменте.
- Обеспечение безопасности и целостности обработки данных в отделе контроллинга крупного банка.
- Разработка и поддержка бухгалтерских и налоговых систем международной компании операционного консалтинга, работающей со множеством корпоративных клиентов.
- Создание собственной ИТ-компании по организации Интернет-проекта.
- Работа в качестве индивидуального предпринимателя — информационного брокера, предоставляющего компаниям и физическим лицам услуги по поиску информации.
- Преподавание в университете различных дисциплин, ассоциированных с бизнес-информатикой.
- Работа на позиции CIO — руководство ИТ-деятельностью крупной компании. Организация центра обработки данных, центра клиентского обслуживания, управление внедрением и поддержкой различных ИС компании, позиционирование ИТ-департамента в компании, организация диалога с бизнесом.
- … прочие задачи

## Потенциальные профессиональные задачи
- Проектирование и внедрение корпоративных ИС
- Разработка и внедрение организационных концепций
- Разработка, адаптация и внедрение прикладных и коммуникационных систем (в особенности для задач корпоративного управления)
- Проведение теоретических и прикладных исследований в области практического применения ИТ
- Разработка новых методов и процедур разработки ИС
- Поддержка пользователей при внедрении программно-аппаратных решений
- Внедрение ИТ-решений
- Поддержка управленческих задач ИТ-департаментов, различных проектных групп, консалтинговых компаний и др. организаций